# CryptoPunks

Os CryptoPunks, como os seis exemplos dessa imagem, são dez mil retratos em pixel art numerados de 0 a 9999, cada um com uma gama de atributos única.

CryptoPunks é um projeto experimental de tokens não fungíveis e cripto arte lançado em junho de 2017 na Ethereum pelo estúdio Larva Labs, dupla composta pelos desenvolvedores de software canadenses Matt Hall e John Watkinson. Inspirado nos movimentos punk e cyberpunk, no livro Neuromancer de William Gibson, no filme Blade Runner e na dupla de música eletrônica francesa Daft Punk, o projeto consiste em 10.000 retratos em 8 bit de personagens punk com atributos variados. Um deles chegou a ser vendido por 40 milhões de dólares.
Acredita-se que os CryptoPunks tenham começado a febre dos tokens não fungíveis de 2021, junto a outros projetos como  MoonCatRescue, CryptoKitties e mais recentemente Bored Ape Yacht Club. Hoje, devido à sua raridade e exclusividade, eles são utilizados como símbolos de status nas comunidades de criptomoedas e têm atingido altos preços no mercado, chegando até a casas leiloeiras como a Christie's.

## Geração e estatísticas
Os retratos em 8 bits, denominados CryptoPunks ou simplesmente "punks", foram gerados aleatoriamente por um algoritmo. Cada um deles é único; um determinado número de punks pode compartilhar uma ou mais características, porém nunca todas.
Dos dez mil punks, 9.879 são do tipo padrão (humano) e 121 são de tipos raros (não humanos), sendo eles zumbi (88), macaco (24) e alien (9). Dos punks humanos, 6.039 são masculinos e 3.840 são femininos (os punks raros são todos masculinos). Outras características incluem tom de pele (apenas nos humanos), tipo e cor de cabelo, cor dos olhos, pelos faciais e manchas na pele, além da presença de diversos acessórios como bonés e óculos e utensílios como cigarros e cachimbos.
Em abril de 2022, a coleção CryptoPunks foi avaliada como a mais valiosa coleção de NFT do mundo, com um valor estimado na época de mais de 895 mil Ethereum. 